# Grzbiet Explorer

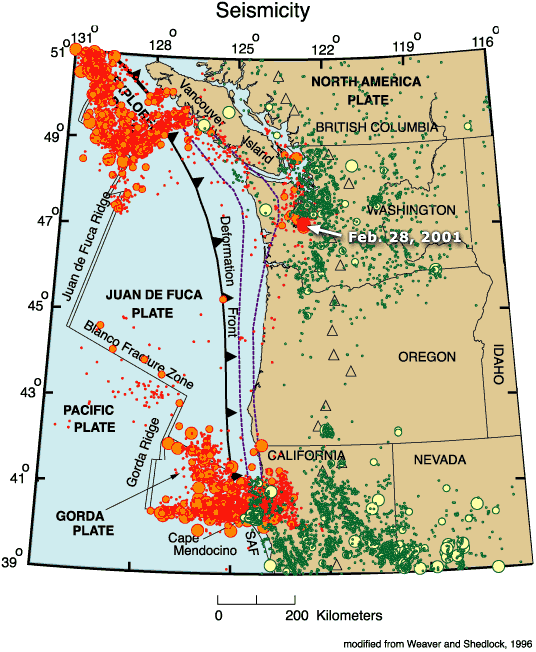
Mapa płyt Juan de Fuca, Gorda i płyty Explorer

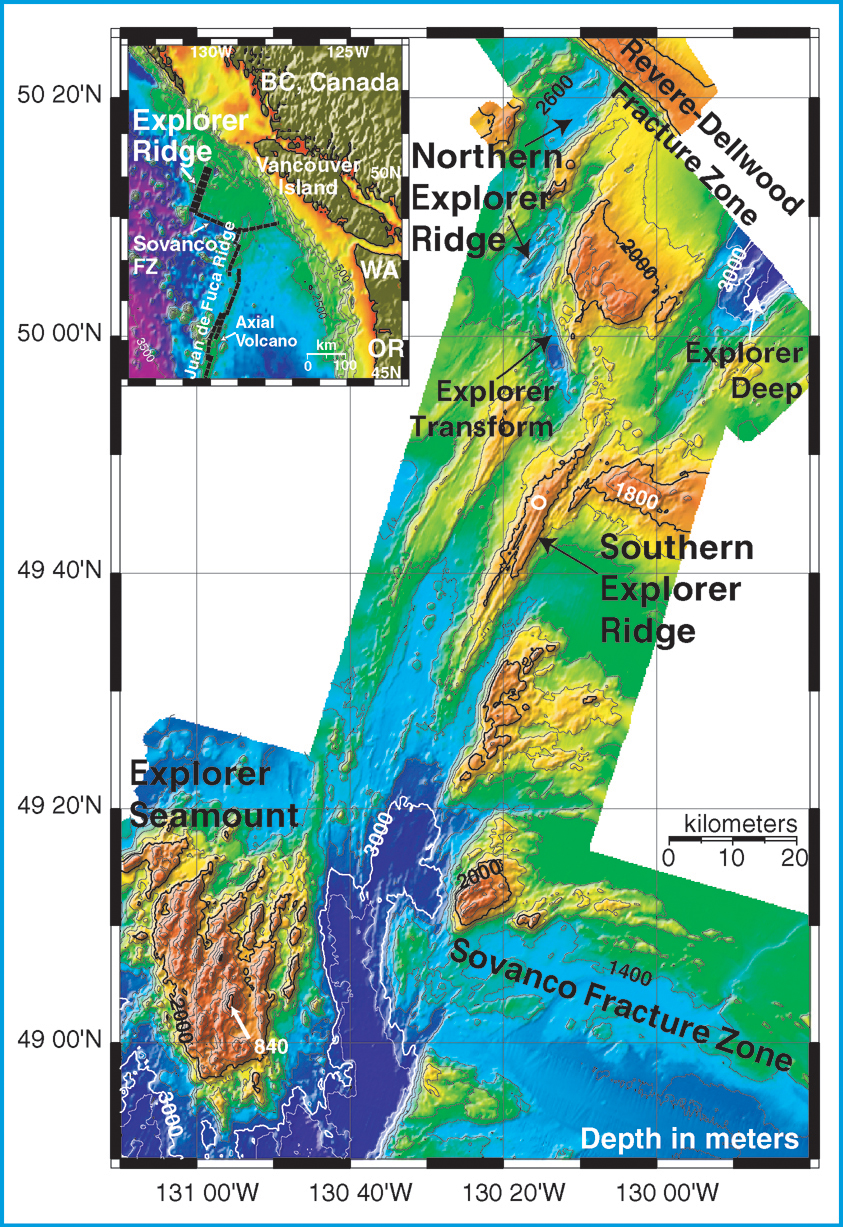
Mapa batymetryczna Grzbietu Explorer

Grzbiet Explorer (ang. Gorda Ridge) – fragment systemu śródoceanicznych grzbietów położony w północno-wschodniej części Oceanu Spokojnego.
Na północy dochodzi do węzła potrójnego Królowej Charlotty, a na południu do uskoku transformacyjnego Sovanco.
Oddziela on leżącą na zachodzie płytę pacyficzną od leżącej na wschodzie płyty Explorer. Poprzeczne uskoki transformacyjne dzielą go na kilka mniejszych części.